# Wolf-Dieter Zupke
Wolf-Dieter Zupke (* 6. Juni 1943 in Berlin) ist ein deutscher Politiker der CDU und der Partei Pro Berlin.
Nach dem Abschluss der mittleren Reife erlernte Zupke den Beruf des Buchdruckers und legte 1969 die Meisterprüfung ab. Daraufhin nahm er eine Tätigkeit beim Patentamt auf und arbeitete als Fachbereichsleiter, wissenschaftlicher Mitarbeiter, Produktionsleiter und Fertigungsbereichsleiter. Daneben besuchte er die Ingenieurschule für Polygrafie in Leipzig, die er 1974 mit dem Abschluss als Ingenieur verließ. Von 1993 an war er Inhaber einer Werbeagentur.
1978 trat Zupke in die CDU der DDR ein, in der er den Vorsitz des Ortsverbandes Hohenschönhausen-Süd und den stellvertretenden Vorsitz des Kreisverbandes innehatte. Von 1992 bis 1995 gehörte er der Bezirksverordnetenversammlung von Hohenschönhausen als Bezirksverordneter an. 1995 und 1999 wurde er in das Abgeordnetenhaus von Berlin gewählt. Im Oktober 1999 sprach er sich für eine Koalition der CDU mit den Republikanern aus. Für diese Aussage erntete er harsche Kritik, sodass auch ein Parteiausschlussverfahren eingeleitet wurde. Kurz vor seinem Ausscheiden aus dem Parlament trat er im August 2001 aus der CDU aus, wenig später gründete er die neue Partei Pro Berlin, deren Vorsitzender er auch war. Die Partei kooperierte später mit der Partei Rechtsstaatlicher Offensive von Ronald Schill.